# Ctesias serra
Ctesias serra är en skalbaggsart som först beskrevs av Fabricius 1792.  Ctesias serra ingår i släktet Ctesias, och familjen ängrar. Arten är reproducerande i Sverige.

## Bildgalleri

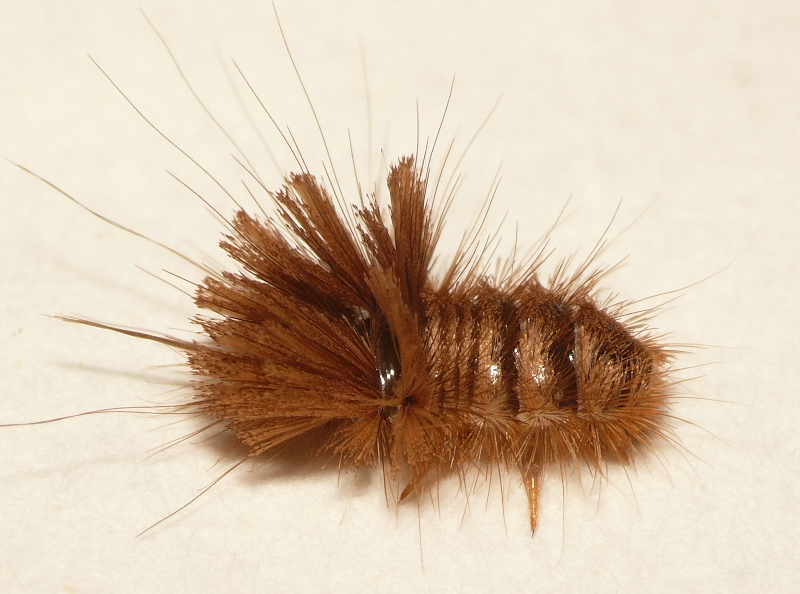
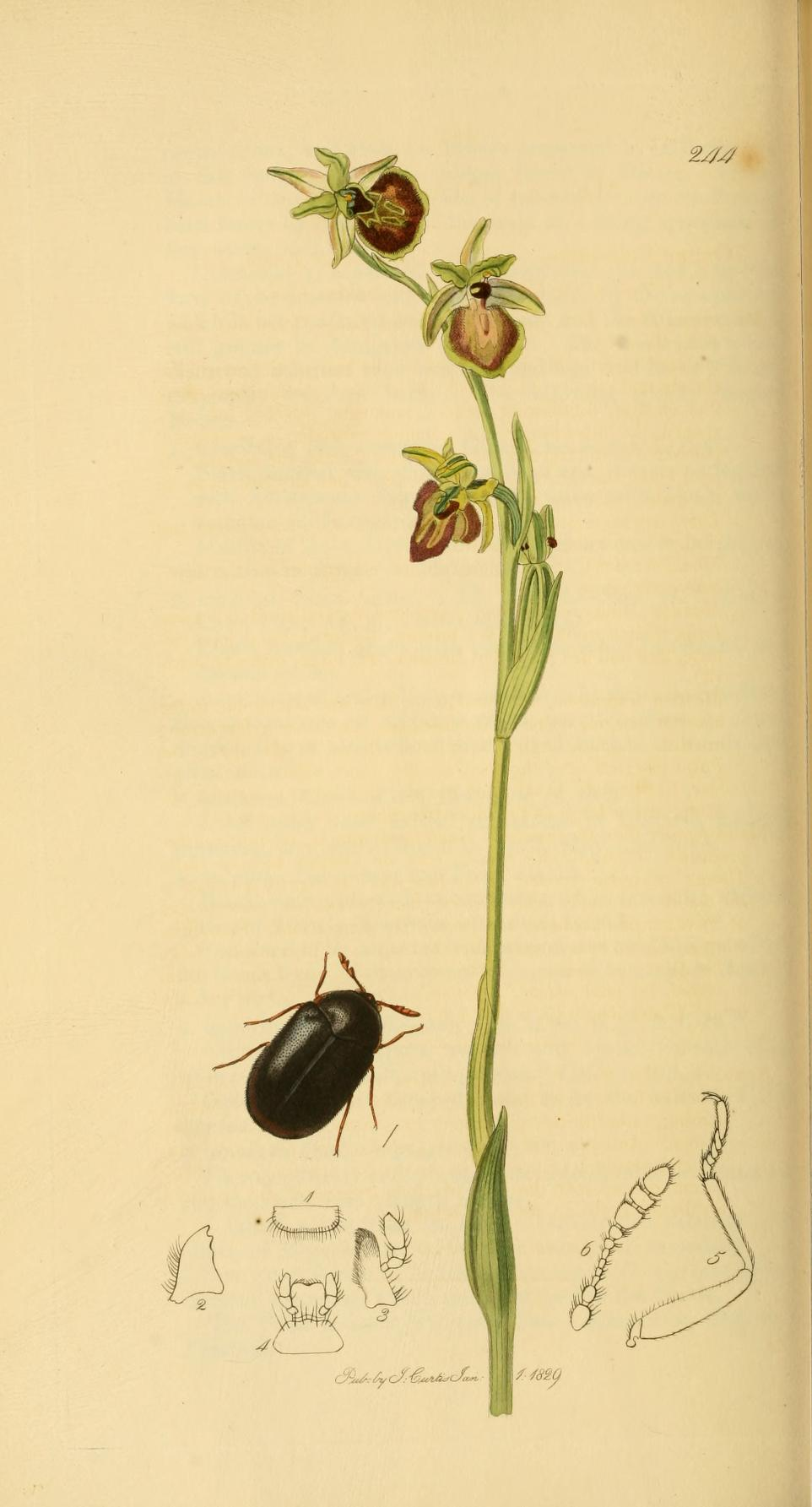
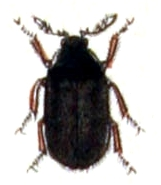